# Mució Miquel
Mució Joseph Emmanuel Miquel (Barcelona, 12 maart 1902 – Lübtheen, 27 mei 1945), ook bekend als Muç Miquel en Miguel Mucio, was een Spaans wielrenner.

## Carrière
In 1924 en 1925 won hij de Ronde van Catalonië. Daarnaast werd hij onder meer nationaal kampioen op de weg in 1927.
Hij was lid van de Verenigde Socialistische Partij van Catalonië en de Communistische Partij van Spanje. Na de Spaanse Burgeroorlog ontvluchtte hij zijn thuisland. Tijdens de Tweede Wereldoorlog was hij lid van het FTP. In 1944 werd hij gevangengenomen door de Gestapo en ondergebracht in Neuengamme. Na de bevrijding van het concentratiekamp in 1945 werden Miquel en vele andere gevangenen vermoord door Duitse arbeiders, die hun eten hadden vergiftigd.

## Overwinningen
1924
1e en 3e etappe Ronde van Catalonië
Eindklassement Ronde van Catalonië
1925
1e etappe Ronde van Catalonië
Eindklassement Ronde van Catalonië
1927
1e etappe Ronde van Asturië
Eindklassement Ronde van Asturië
 Spaans kampioen op de weg
1928
Prueba Villafranca de Ordizia

### Resultaten in kleinere rondes
| Jaar | Ronde van Catalonië | Ronde van het Baskenland | Ronde van Asturië |
| ---- | ------------------- | ------------------------ | ----------------- |
| 1923 | 5e                  |                          |                   |
| 1924 | ↑ (2)               | 9e                       |                   |
| 1925 | ↑ (1)               |                          |                   |
| 1926 | ↑                   | 9e                       | ↑                 |
| 1927 | opgave              | 12e                      | ↑                 |
| 1928 | ↑                   | 23e                      |                   |